# St. Michael (Birnfeld)

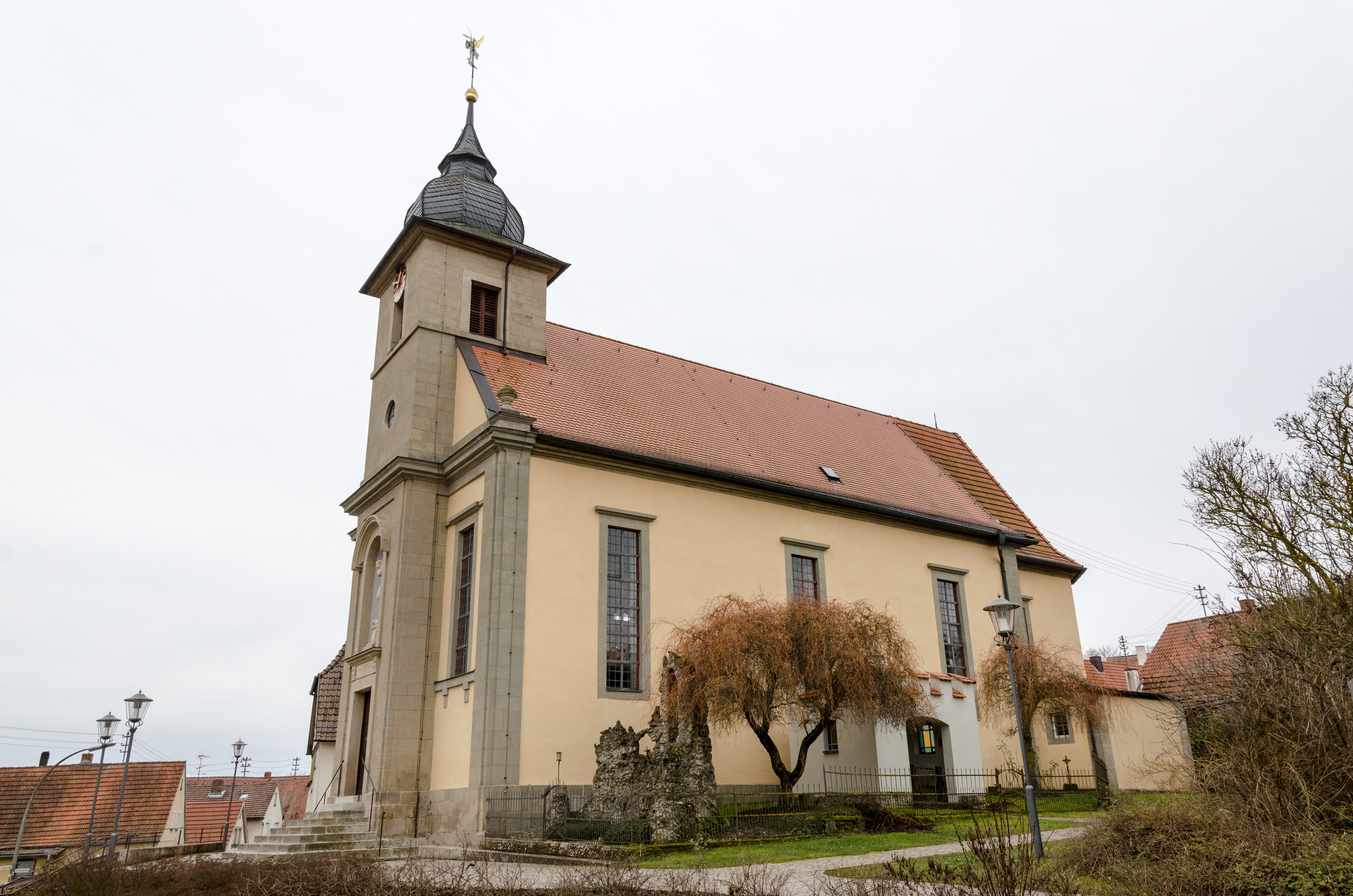
St. Michael (Birnfeld)

St. Michael ist die römisch-katholische Pfarrkirche in  Birnfeld, einem Gemeindeteil des Marktes Stadtlauringen im unterfränkischen Landkreis Schweinfurt in Bayern. Das Langhaus des denkmalgeschützten Kirchengebäudes entstand Anfang des 19. Jahrhunderts. Die Pfarrei gehört zur Pfarreiengemeinschaft Liborius Wagner Markt Stadtlauringen im Dekanat Schweinfurt-Nord des Bistums Würzburg.

## Beschreibung
Die Saalkirche wurde 1808 im Auftrag von Ferdinand III. gebaut. Sie hat ein Langhaus aus drei Achsen, im Westen einen eingezogenen Chor mit dreiseitigem Abschluss und im Osten einen Fassadenturm, der mit einer Welschen Haube bedeckt ist. 
Die Deckenmalerei im Innenraum des Langhauses hat 1904 Eulogius Böhler gefertigt. Der Hochaltar wurde am Ende des 18. Jahrhunderts aus der Pfarrkirche von Donnersdorf übernommen. Die Seitenaltäre und die Kanzel wurden 1808 gebaut. Die Orgel mit 14 Registern, zwei Manualen und Pedal wurde 1923 von Willibald Siemann gebaut.